# 反抗軍同盟
反抗軍同盟，正式名稱為共和國光復同盟（Alliance to Restore the Republic），是電影《星際大戰》及其系列作品中對抗邪惡銀河帝國的組織。反抗軍同盟由複製人之戰期間的抗爭運動開始醞釀，祕密進行了十幾年推翻白卜庭皇帝、讓銀河恢復民主共和的計畫。最終，在莉亞公主和亞克巴上將等人的領導，和X翼戰機、A翼戰機等武裝船艦突擊下，反抗軍同盟成功地在安鐸戰役摧毀帝國的第二顆死星，白卜庭皇帝於此役喪命，銀河帝國分崩離析。一年後，反抗軍在賈庫星大捷，擊敗了帝國殘黨的主力艦隊，帝國軍宣告投降，與剛成立的新共和國簽署停戰協議。
銀河帝國覆亡三十年後，新共和國內少數分憂共患之參議員贊助莉亞將軍等舊部，建立小而私密的軍隊——抵抗勢力（Resistance）對抗帝國殘黨第一軍團。

## 主要成員
- 蒙·茉瑟瑪（Mon Mothma）：同盟領導者。
- 貝爾·歐嘉納議員（Prince Bail Organa）
- 莉亞公主（Princess Leia Organa）
- 路克·天行者（Luke Skywalker）
- 韓索羅（Han Solo）
- 丘巴卡（Chewbacca）
- 藍多·卡瑞辛（Lando Calrissian）
- 阿卡巴上將（Admiral Ackbar）
- 拉杜斯上將（Admiral Raddus）
- 魏吉·安提列斯（Wedge Antilles）
- 云达（Jon Vander）
- 积·卡鲁（Jai Kell）
- 安托克·梅里克將軍（General Antoc Merrick）
- 佐藤˙準指揮官（Commander Jun Sato）
- 亞蘇卡·譚諾（Ahsoka Tano）
- 雷克斯上尉（Captain Rex）
- 凱勒斯探員（Agent Alexsandr Kallus）
- 贺比（Hobbie Klivian）

### 俠盜一號(Rogue One)
反抗軍同盟的一個小隊，人數有16名成員，主要以盜取死星的藍圖為主要目的隊伍，最終全體於斯卡里夫戰役中英勇陣亡。
- 琴·厄索（Jyn Erso）
- 卡西安·安道爾（Cassian Andor）
- 菩提·魯克（Bodhi Rook）
- 席魯·英韋（Chirrut Îmwe）
- 巴茲·梅爾巴斯（Baze Malbus）
- K-2SO

### 幽靈小隊(Ghost Crew)
反抗軍同盟的一個小隊，人數有7名成員，目前有1人陣亡、1人失蹤。
- 艾斯納·包利格（Ezra Bridger）(失蹤)
- 肯南·賈奴斯（Kanan Jarrus）(本名凱蒂˙杜姆)(陣亡)
- 希娜·仙杜拉（Hera Syndulla）
- 利霸·歐利提歐斯（"Zeb" Orellius）
- 薩繽·連（Sabine Wren）
- C1-10P(小鐵)
- 傑森·仙杜拉（Jacen Syndulla)

## 戰艦和戰機
- 蒙·卡拉馬里星際巡洋艦
  - 家園一號（亞克巴上將旗艦）
  - 自由號（已炸毀）
  - 回歸號（藍多·卡瑞辛將軍旗艦）
- 千年鷹號
- 鎚頭輕型護衛艦
- 尼布隆B型護航艦
- Gallfree Yards中型運輸艦
- 科瑞利安小型護衛艦
  - 坦特維四號飛船
- 滅星者戰艦 (繳獲)
- 星鷹級戰艦（starhawk class）
- 先驅者號
- A翼戰機
- B翼戰機
- X翼戰機
- Y翼戰機
- E翼戰機
- H翼戰機
- M翼戰機
- U翼戰機
- 躍空號戰機
- 雪地戰機
- 鳳凰老家(Phoenix Home) (已毀)
- 鳳凰老家2號 (Phoenix Nest) (繳獲，原帝國瑞羅斯艦隊旗艦，已自殺式撞毀)
- MG-100型星際要塞式轟炸機
- 科瑞利亞VCX-100運輸船 (幽靈號) (Ghost)
  - 幻象號 (Phantom) (已毀)
  - 幻象2號 (Phantom II) (原獨立聯邦運輸機，於獨立聯邦廢墟取得)
- 渡鴉號(原帝國鍊獄突擊隊旗艦,全隊已投降反叛軍)

## 備註

反抗軍同盟、抵抗勢力徽記，新共和國國徽基底。

反抗軍同盟旗幟

1. ↑  中國大陸譯名更迭：反叛军→反抗军→义军。
2. ↑  在《原力覺醒》中，中國大陸譯「抵抗组织（預告）、反叛军（上映）」、香港則是「反抗軍」。雖皆是同義詞，但在中文語境上對外用抵抗、對內用反抗（叛），可參照臺灣教育部網路辭典舉例「抵抗外族侵略」、「反抗暴政」；而第一軍團來自未知領域入侵應採「抵抗」。